# Poblano paprika

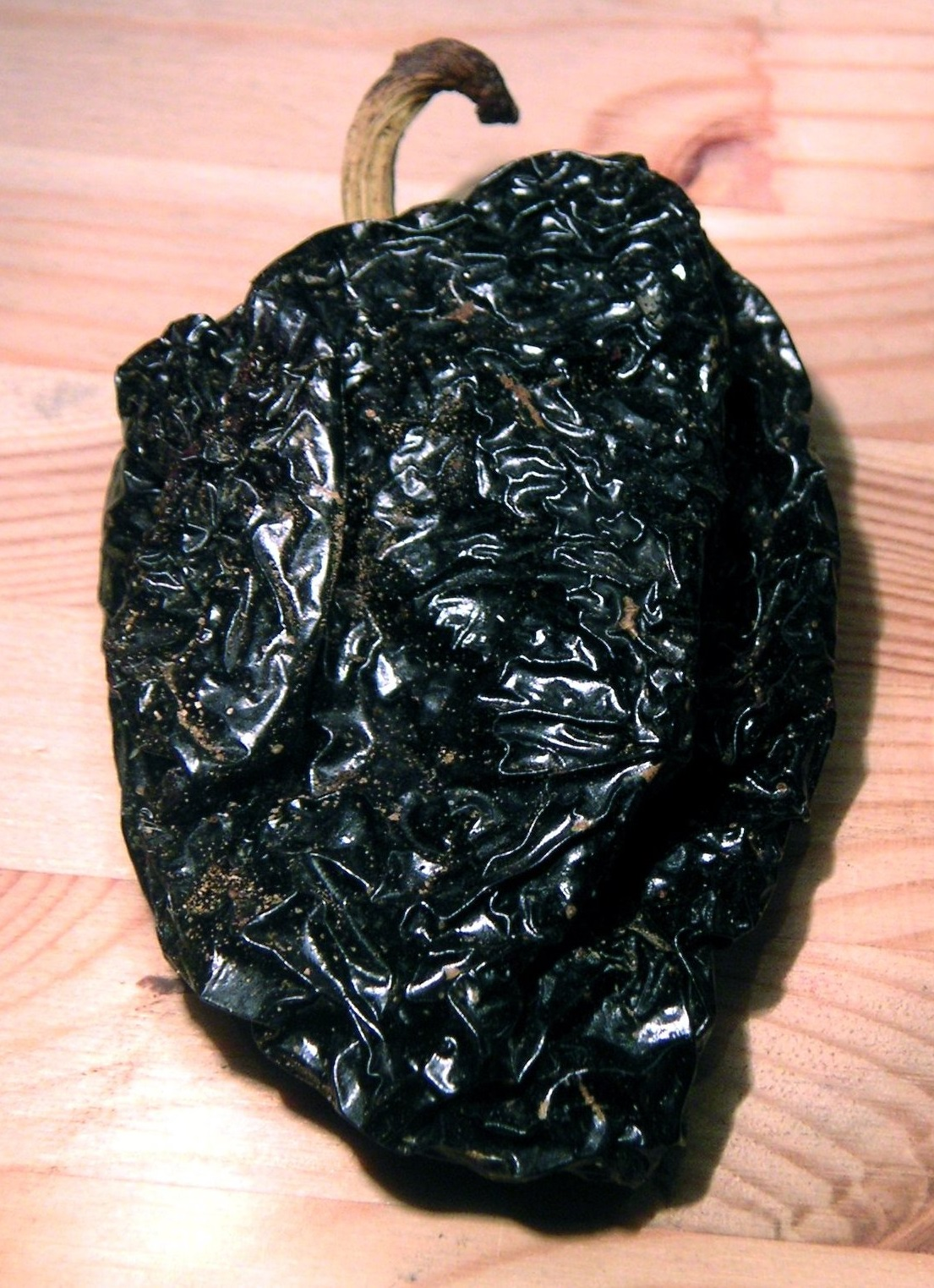
A poblano paprika szárított termése (ancho)

A poblano paprika a közönséges paprika (Capsicum annuum) egyik változata, Mexikó egyik legnagyobb területen termesztett paprikája. Szárítva anchónak hívják. Az „ancho” spanyol szó, jelentése: „széles”.

## Megjelenése, termesztése
A növény 60 cm magas, félig fás, tömör növésű szára elágazik. Levelei sötétzöldek és fényesek, mintegy 10 cm hosszúak és 7 cm szélesek. Piszkosfehér virága ott nyílik minden hajtás végén. Mérsékelt égövön egynyári növényként ültetve a palántázás után ötven nappal kezd virágozni, és ezt az első fagyig abba se hagyja. A paprikája csípős, változó hosszúságú, 7,5–15 cm hosszú és 5–7,5 cm széles, kúpos, vállas henger alakú – éretlenül sötétzöld, éretten vörös vagy barna. Szárítva egészen sötét vörösbarna, majdnem fekete lesz. 
Bár az USA-ban is jól nevelhető, ott mégis keveset termelnek belőle. Mérsékelt égövön előfordul, hogy nem érik be, mert érési periódusa különösen hosszú (100–120 nap). Terméshozama 15 paprika növényenként.

## Felhasználása
A közepesen csípős paprikák közé tartozik (1000–1500 Scoville-egység). A friss poblanót megsütve és hámozva konzervbe teszik vagy lefagyasztják. Gyakran megtöltik, hogy chiles rellenost készítsenek belőle. A szárított anchót szellős helyen tárolják vagy megőrlik, és így a mole nevű szószhoz használják.

## Külső hivatkozások
- Paprika fajták és változatok